# Macrocoma melillensis
Macrocoma melillensis é uma espécie de escaravelho de folha de Marrocos, descrito por Kocher em 1967.  É possivelmente um sinónimo de Macrocoma leprieuri leprieuri.